# Pierre-Théodore Verhaegen
Pour les articles homonymes, voir Verhaegen.
Pierre-Théodore Verhaegen, né le 5 septembre 1796 à Bruxelles et mort le 8 décembre 1862 dans la même ville, est un avocat et homme d'État belge, chef du parti libéral. Il est le fondateur de l'Université libre de Bruxelles, qu'il place en 1834 sous le signe du libre examen. Son parcours politique, académique et maçonnique est marqué par une volonté d’engagement et de progrès. Franc-maçon, il est grand-maître du Grand Orient de Belgique.

## Biographie

### L'homme politique
De 1825 jusqu'à 1842, Théodore Verhaegen est bourgmestre de Watermael-Boitsfort. 
En 1836, il est élu au Conseil provincial du Brabant. Il œuvre pour la création d'un parti libéral créant en 1841 la Société de l'Alliance, ce qui aboutit à la convocation en 1846 du premier Congrès libéral. Il fonde, fin 1846, une société rivale, l'Association libérale et Union Constitutionnelle de Bruxelles.
En 1837, il est élu député libéral de Bruxelles. Il est vice-président de la Chambre de 1847 à 1852 et de 1857 à 1859. En juin 1859, il s'oppose à la politique militaire du ministre libéral Frère-Orban et quitte la Chambre.

### La création de l'Université libre de Belgique
En 1834, il est un des fondateurs de l'Université libre de Belgique qu'il plaça sous le signe du libre examen et où il enseigne le droit.

### Le franc-maçon et le chrétien
Théodore Verhaegen est initié en franc-maçonnerie au sein de la loge « l'Espérance » à Bruxelles en 1818, il s'affilie à la loge Les Amis philanthropes dans la même ville. 23 fois vénérable maitre de loge de 1833 à 1862, il devient grand-maitre du Grand Orient de Belgique de 1854 à 1862. Il reste franc-maçon durant toute sa vie tout en restant catholique et membre de la fabrique d'église.
À cette époque, de nombreux maçons sont catholiques pratiquants, avant que l'Église de Belgique, par un mandement des évêques belges dirigés par Mgr Engelbert Sterckx, ne réactive en décembre 1837 les condamnations anciennes prévues par la bulle In eminenti apostolatus specula du 28 avril 1738 et n'excommunie ainsi de nombreux citoyens pour ce seul motif. Sous le coup de cet acte, nombre de francs-maçons catholiques ne quittèrent pas la maçonnerie, comme l'avaient espéré les évêques, mais s'y maintinrent encore plus fermement. Cela conduit le clergé à durcir encore sa position en provoquant ce qui prend le nom  « sécularisation cléricale » ou déchristianisation forcée en leur interdisant toute participation à un quelconque acte religieux, avec, comme l'écrit Jeffrey Tyssens « le trop fameux « refus de sépulture » qui pouvait être entamé par le refus de l'extrême onction, relayé ensuite par un déni d'obsèques religieuses, et finalisé par un enterrement dans une tombe en terre non bénite, était sans aucun doute un des aspects les plus amers de la confrontation entre la franc-maçonnerie belge et la hiérarchie ecclésiastique ». 
Toutefois, à partir de 1850, on assiste à un revirement des francs-maçons, qui font l'objet de cette condamnation et qui, plutôt que d'abandonner leur appartenance, vont eux-mêmes organiser des funérailles civiles. C'est également le début d'une déchristianisation en profondeur d'une grande partie des élites bruxelloises qui va désormais rejeter elle-même tout encadrement par le clergé catholique.

### La fin de sa vie
Verhaegen, malgré ces sentiments religieux évoqués, n'en demande pas moins d'avoir des funérailles purement civiles et, malgré les supplications de ses enfants, il meurt sans présence d'un prêtre. L'origine de ce revirement et de cette rancœur n'est pas connue, mais il fait un choix cohérent en partageant ainsi le sort de ses frères maçons, victimes, eux aussi, de la « déchristianisation forcée » appelée aussi « sécularisation cléricale » provoquée par le clergé lui-même qui interdit à certaines personnes toutes pratiques religieuses.
Il est enterré au cimetière de Bruxelles, à Evere.

## Famille et descendance
Pierre Théodore Verhaegen fut baptisé à Bruxelles (paroisse Saint-Nicolas) le 5 septembre 1796. Ses parents habitaient alors à la rue des Chapeliers, où le jeune Pierre Théodore passera son enfance et son adolescence. Il doit ses prénoms à son oncle et parrain  le chanoine Petrus Theodorus Verhaegen (1762-1822), qui fut l'avant-dernier recteur magnifique de l'ancienne Université  de Louvain en 1797 avant la suppression définitive de cette institution. 
Pierre Théodore Verhaegen était issu d'une famille de juristes puisqu'il était fils de Pierre Verhaegen, né en 1767 à Haecht et mort à Bruxelles en 1835, licencié en droit, d'abord établi à Bruxelles comme avocat du Conseil souverain de Brabant - il avait prêté serment le 15 juillet 1785 - puis juge au tribunal criminel de la Dyle, et puis encore juge au tribunal de Bruxelles, et avocat à nouveau. Le 10 février 1795, il acquit de l’abbaye d’Averbode le pavillon situé Montagne du Parc. Il épousa à Bruxelles (paroisse Saint-Nicolas) en 1795 Jeanne Schuermans (1773-1853), la fille de François Schuermans qui fut en 1788 doyen de la nation de Saint-Gilles pour le métier des étainiers et plombiers. Le grand-père de Pierre Théodore Verhaegen, Jean Verhaegen, d'une famille de Werchter, époux d'Anne Barbe Vanden Putte, d'Herenthout, était notaire à Haacht où il est mort en 1793. 
Alors résidant à la place du samedi à Bruxelles, et libre de toute obligation de milice, Pierre-Théodore Verhaegen épousa le 27 juillet 1819 à Bruxelles Jeanne Philippine Françoise Josèphe Barbanson (1795-1858), fille de Jean-Baptiste Barbanson, avocat, puis président du tribunal de première instance de Bruxelles, admis au lignage Sweerts en 1786 et de Marie Thérèse Schwartz. Ils eurent pour enfants:
- Jean Baptiste François Eugène (1820-1878), avocat, conseiller communal de Boitsfort, qui épousera Marie Florence Caroline Joséphine Nève (1823-1903) ;
- Thérèse Marie Verhaegen (1821-1838) ;
- Marie-Anne Jeanne Philippe Joséphine Adèle (1824-1907), qui épousera le baron Adolphe le Hardy de Beaulieu, économiste libéral.

La nombreuse descendance de Pierre-Théodore Verhaegen s'allia, entre autres, avec les familles : le Hardÿ de Beaulieu, Houtart, Terlinden, Mélot, Nève de Mévergnies, de Prelle de la Nieppe, Greindl, Carton de Wiart, Desclée de Maredsous, de Kerckhove de Denterghem, de la Vallée Poussin, Puissant Baeyens, de Gerlache de Gomery, etc.
Il est l'arrière-grand-père de Juliette Verhaegen.

## Hommage
- La chaire Théodore Verhaegen, fondée en 1983 à l'Université libre de Bruxelles, est une chaire de maçonnologie. Elle est la seule chaire universitaire existante en Belgique consacrée à la franc-maçonnerie.
- Chaque année, la Saint-Verhaegen est un moment festif intense de la vie de l'Université libre de Bruxelles. Elle a lieu le 20 novembre, date de l'anniversaire de la fondation de l'université.
- La rue Théodore Verhaegen, située dans la commune de Saint-Gilles à Bruxelles, fut nommée en hommage au libre penseur, fondateur de l'Université libre de Bruxelles[29]. Pentue et rectiligne, elle relie le carrefour de la Barrière à l'avenue Fonsny. À l'époque, comme dans la plupart des rues du quartier, l'activité manufacturière est présente, favorisée par la proximité de la gare du Midi.

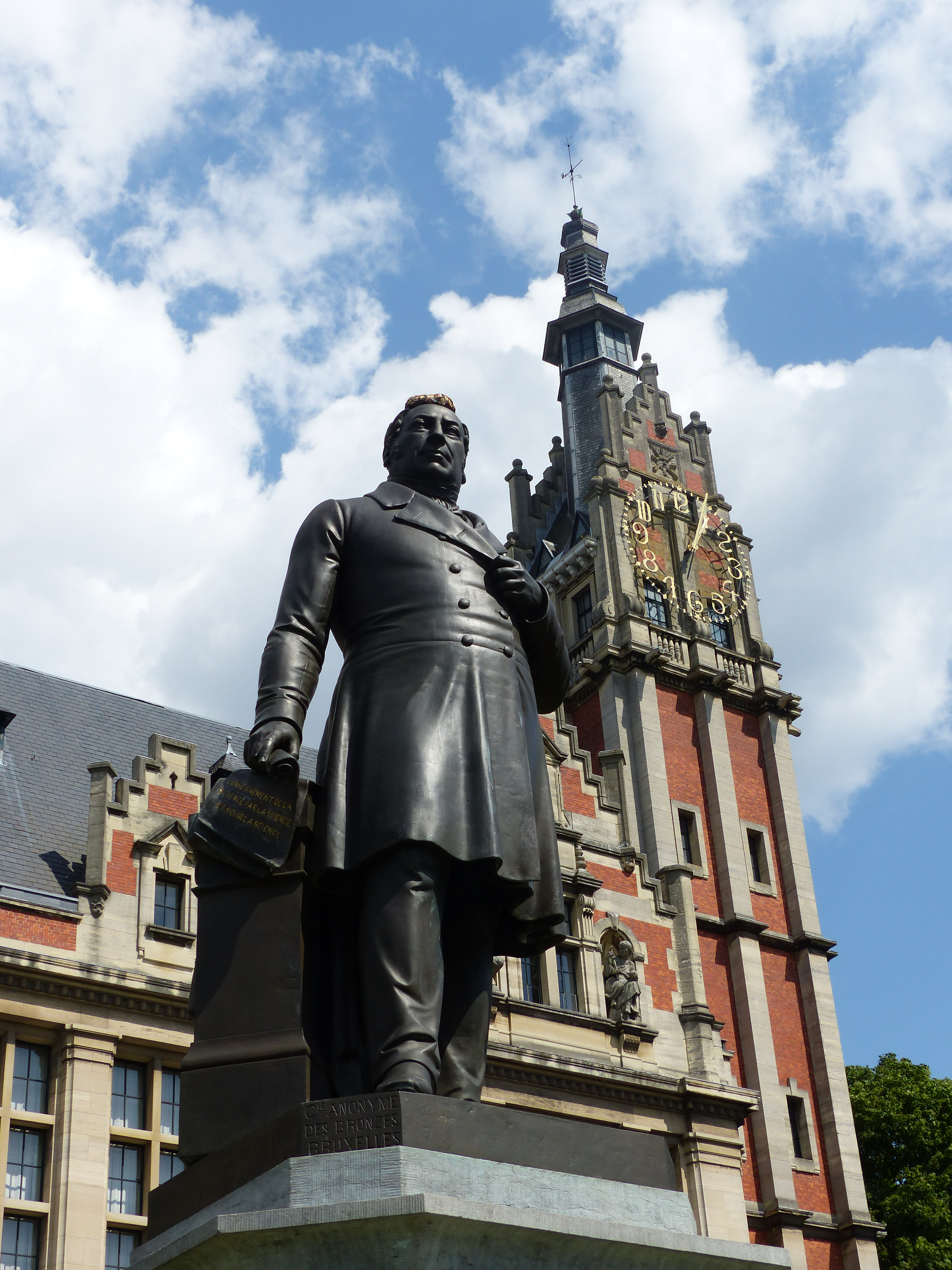
Statue de Théodore Verhaegen, par Guillaume Geefs, en face de l'ULB.
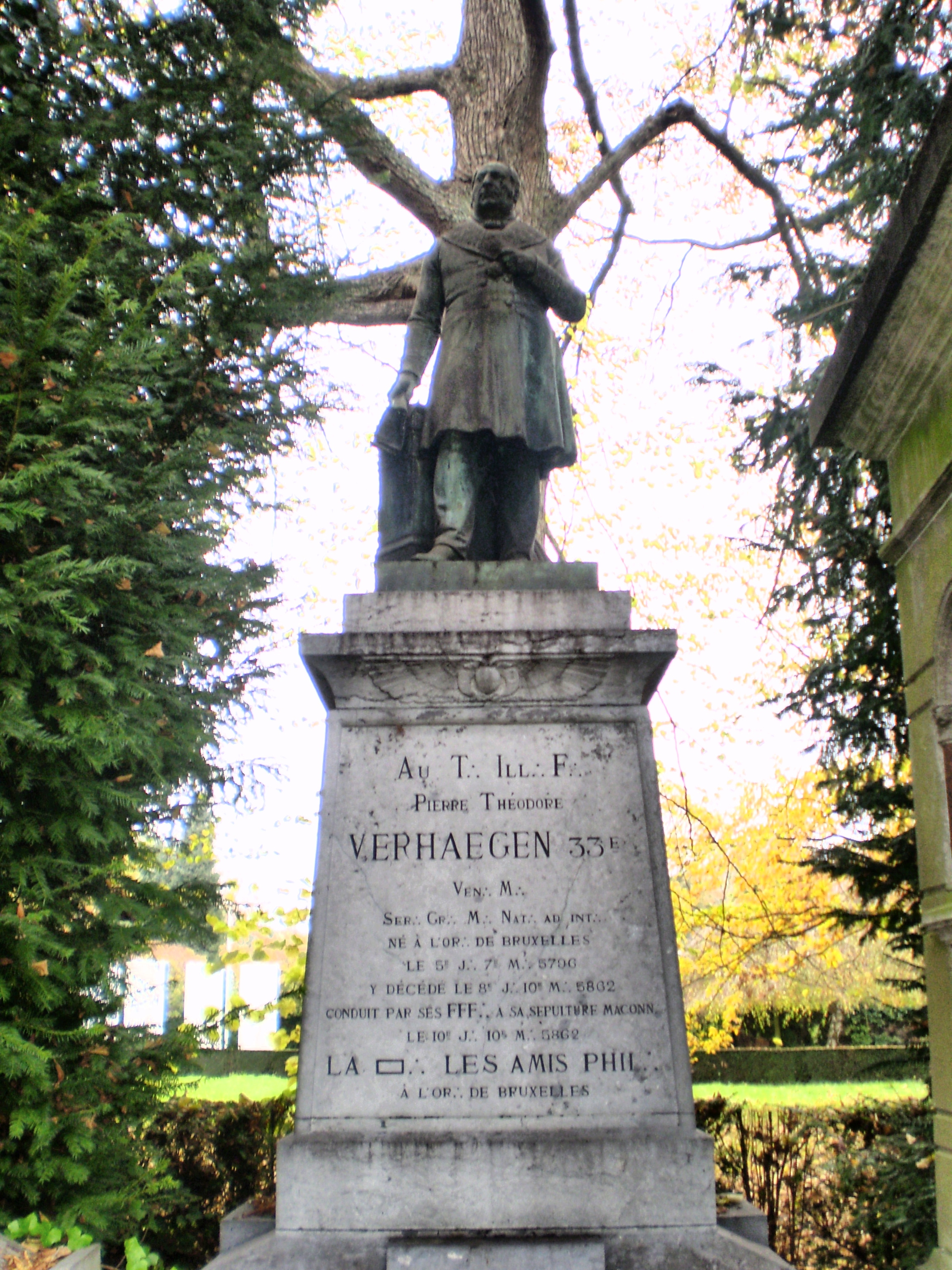
Tombe de Théodore Verhaegen au cimetière de Bruxelles à Evere.